# Bazenville
Bazenville é uma comuna francesa na região administrativa da Normandia, no departamento Calvados. Estende-se por uma área de 4,03 km². Em 2010 a comuna tinha 138 habitantes (densidade: 34,2 hab./km²).